# Серединна лінія
Середи́нна демаркаці́йна лі́нія (рос. линия срединная демаркационная; англ. median line, midline of demarcation, нім. mittlere Demarkationslinie f)  — погоджений кордон у морі між окремими країнами, що мають відношення до однієї і тієї ж площі континентального шельфу. Зазвичай кожна точка серединної лінії є рівновіддалена від найближчої базової лінії шельфових меж відповідних країн — згідно з рекомендацією Міжнародної правової комісії при Конференції з морського права.